# Lijst van Nederlandse staatssecretarissen van Verkeer en Waterstaat
Dit is een lijst van Nederlandse staatssecretarissen van Infrastructuur en Waterstaat. Tot 2010 behoorden ze tot het ministerie van Verkeer en Waterstaat en van 2010 tot 2017 tot het ministerie van Infrastructuur en Milieu.
| Kabinet                                                       | Periode    | Staatssecretaris           | Bijzonderheden |
| ------------------------------------------------------------- | ---------- | -------------------------- | --- |
| Vanaf 1948 staatssecretaris van Verkeer en Waterstaat.        |            |                            | |
| kabinet-Drees-Van Schaik                                      | 1948-1951  | -                          | |
| kabinet-Drees I                                               | 1951-1952  | -                          | |
| kabinet-Drees II                                              | 1952-1956  | -                          | |
| kabinet-Drees III                                             | 1956-1958  | -                          | |
| kabinet-Beel II                                               | 1958-1959  | -                          | |
| kabinet-De Quay                                               | 1959-1963  | Eildert Geurt Stijkel      | |
| kabinet-Marijnen                                              | 1963-1965  | Mike Keyzer                | |
| kabinet-Cals                                                  | 1965-1966  | Siep Posthumus             | |
| kabinet-Zijlstra                                              | 1966-1967  | Leo de Block               | |
| kabinet-De Jong                                               | 1967-1971  | Mike Keyzer                | |
| kabinet-Biesheuvel I                                          | 1971-1972  | Roelof Kruisinga           | |
| kabinet-Biesheuvel II                                         | 1972-1973  | Roelof Kruisinga           | |
| kabinet-Den Uyl                                               | 1973-1977  | Michel van Hulten          | |
| kabinet-Van Agt I                                             | 1977-1981  | Neelie Kroes               | |
| kabinet-Van Agt II                                            | 1981-1982  | Jaap van der Doef          | |
| kabinet-Van Agt III                                           | 1982       | -                          | |
| kabinet-Lubbers I                                             | 1982-1986  | Jaap Scherpenhuizen        | |
| kabinet-Lubbers II                                            | 1986-1989  | -                          | |
| kabinet-Lubbers III                                           | 1989-1994  | -                          | |
| kabinet-Kok I                                                 | 1994-1998  | -                          | |
| kabinet-Kok II                                                | 1998-2002  | Monique de Vries           | |
| kabinet-Balkenende I                                          | 2002-2003  | Melanie Schultz van Haegen | |
| kabinet-Balkenende II                                         | 2003-2006  | Melanie Schultz van Haegen | |
| kabinet-Balkenende III                                        | 2006-2007  | Melanie Schultz van Haegen | |
| kabinet-Balkenende IV                                         | 2007-2010  | Tineke Huizinga            | werd minister van VROM op 23 februari 2010, na het aftreden van Jacqueline Cramer |
| Kabinet                                                       | Periode    | Staatssecretaris           | Bijzonderheden |
| Vanaf 2010 staatssecretaris van Infrastructuur en Milieu.     |            |                            | |
| kabinet-Rutte I                                               | 2010-2012  | Joop Atsma                 | Water, Milieu, Luchtvaart, KNMI |
| kabinet-Rutte II                                              | 2012-2017  | Wilma Mansveld             | Milieu, Luchtvaart, KNMI, Openbaar Vervoer, Spoor 5 november 2012 – 8 oktober 2015 |
| kabinet-Rutte II                                              | 2012-2017  | Sharon Dijksma             | Milieu, Luchtvaart, KNMI, Openbaar Vervoer, Spoor 3 november 2015 – 26 oktober 2017 |
| Kabinet                                                       | Periode    | Staatssecretaris           | Bijzonderheden |
| Vanaf 2017 staatssecretaris van Infrastructuur en Waterstaat. |            |                            | |
| kabinet-Rutte III                                             | 2017-2022  | Stientje van Veldhoven     | Milieu (niet-klimaat), Openbaar Vervoer en Spoor, KNMI en Bodem 26 oktober 2017 – 1 november 2019 en 14 april 2020 – 19 juli 2021 |
| kabinet-Rutte III                                             | 2017-2022  | Steven van Weyenberg       | Milieu (niet-klimaat), Openbaar Vervoer en Spoor, KNMI en Bodem 10 augustus 2021 – 10 januari 2022 |
| kabinet-Rutte IV                                              | 2022-2024  | Vivianne Heijnen           | Milieu (niet-klimaat), Openbaar Vervoer en Spoor, KNMI, Bodem, Fietsbeleid, Autoriteit Nucleaire Veiligheid en Stralingsbescherming, Planbureau voor de Leefomgeving, Internationaal OV Mag zich in het buitenland Minister voor Milieu noemen. |
| kabinet-Schoof                                                | 2024-2025  | Chris Jansen               | Openbaar Vervoer en Milieu afgetreden op 3 juni 2025 |
| kabinet-Schoof                                                | 2025-heden | Thierry Aartsen            | Openbaar Vervoer en Milieu |

Binnenlandse Zaken en Koninkrijksrelaties · Buitenlandse Zaken · Defensie · Economische Zaken · Financiën · Justitie · Landbouw, Natuur en Voedselkwaliteit · Onderwijs, Cultuur en Wetenschap · Sociale Zaken en Werkgelegenheid · Verkeer en Waterstaat · Volksgezondheid, Welzijn en Sport

Staatssecretariaten op voormalige ministeries: Volkshuisvesting, Ruimtelijke Ordening en Milieubeheer